# Шмидт, Гэри Д.
Гэри Д Шмидт (англ. Gary D. Schmidt; род. 1957) — американский автор художественных книг для детей и подростков. В настоящее время он проживает в Альто, штат Мичиган, где является профессором английского языка в Университете Кальвина.

## Жизнь и литературная карьера

### Ранние годы и образование
Родился Гэри Д. Шмидт в Хиксвилле, Нью-Йорк, в 1957 году. Шмидт говорит, что в детстве его недооценивали учителя в начальной школе, где учеников классифицировали по способностям. Что касается  своего раннего образования, Шмидт объяснил в интервью National Public Radio:  «Если вы на первом уровне, вы учитесь в колледже; если вы на втором уровне, у вас будет хорошая работа; если вы третий уровень, вы глупый ребенок. А меня отслеживали как третий уровень ". После вмешательства обеспокоенного учителя Шмидт полюбил чтение, и это событие послужило источником вдохновения для его романа «Битвы по средам»
В середине 1970-х Шмидт поступил в Гордон-колледж , получив диплом получил степень бакалавра по английскому языку в 1979 году. После этого он поступил в Иллинойсский университет в Урбане-Шампейне, получив степень магистра английского языка в 1981 году, а затем получил степень доктора наук по средневековой литературе в 1985 году. Шмидт с тех пор работал профессором кафедры английского языка в Колледже Кальвина.

### Награды
- В 2005 году роман Гэри Шмидта «Лиззи Брайт и Бакминстерский мальчик» (Lizzie Bright and the Buckminster Boy) получил почётный диплом медали Джона Ньюбери, который выдают за наиболее выдающийся вклад в американскую литературу для детей, а также почётный диплом премии Майкла Л. Принца
- В 2008 году он был награждён  вторым почётным дипломом медали Джона Ньюбери за роман «Битвы по средам»
- В 2011 году роман Шмидта «Пока нормально», который является продолжением романа «Битвы по средам», стал финалистом Национальной книжной премии

### Личная жизнь
В 1996 году Гэри Смиту был поставлен диагноз лимфома.  Во время лечения он познакомился с множеством других больных раком, рассказы которых, как он утверждает, послужили вдохновением для будущих романов и побудили его писать в первую очередь для детей и молодых людей.
Шмидт женился в 1979 году на Энн Стикни. У него шестеро детей, один из них работает учителем. Жена умерла в 2013 году.  Гэри Шмидту нравится преподавать на курсах письма в тюрьмах и центрах заключения, и опыт, полученный там, послужил источником вдохновения для его романа «На орбите Юпитера»

## Избранная библиография
- The Sin Eater (Dutton Publishers; New York; 1996)
- The Blessing of the Lord (Eerdmans; 1997)
- William Bradford: Plymouth's Faithful Pilgrim (Eerdmans Publishing Company; Grand Rapids; 1999)
- Anson's Way (Clarion Books; New York; 1999)
- Ciaran: The Tale of a Saint of Ireland (Eerdmans Publishing Company; Grand Rapids, MI; 2000)
- Mara's Stories (Henry Holt; New York; 2001)
- Lizzie Bright and the Buckminster Boy (New York; Clarion Books; 2004)
- In God's Hands (Jewish Lights Publications; Woodstock, Vermont; 2005)
- First Boy (Henry Holt; New York; 2005)
- The Wednesday Wars (Clarion Books; New York; 2007)
- Trouble (Clarion Books; New York; 2008)
- Straw into Gold (Clarion; 2009)
- Okay for Now (Clarion Books; New York; 2011)
- What Came from the Stars (Clarion Books; New York; 2012)
- Martín de Porres: The rose in the desert (Clarion; 2012)
- Orbiting Jupiter (Clarion; 2015)
- Pay Attention, Carter Jones (Clarion; 2019)
- Just Like That (Clarion; 2021)